# موسم أعاصير الأطلسي 2018
موسم أعاصير الأطلسي 2018 كان هو الموسم الثالث في سلسلة متتالية من مواسم الأعاصير الأطلسية المدمرة التي يعود تاريخها إلى عام 2016. تضمن موسم عام 2018 من أعاصير الأطلسي 15 عاصفة مسماة و8 أعاصير وإعصارين كبيرين، وتسببت هذه الأعاصير في خسائر إجمالية تزيد عن 50 مليار دولار أمريكي، كما خلفت ما لا يقل عن 172 حالة وفاة، وقد وقعت أكثر من 98٪ من إجمالي الخسائر بسبب إعصار فلورنس وإعصار مايكل. بدأ موسم أعاصير الأطلسي 2018 رسميًا في 1 يونيو (حزيران) 2018، وانتهى في 30 نوفمبر (تشرين الثاني) 2018، إذ تتشكل معظم الأعاصير المدارية في حوض المحيط الأطلسي في ذلك الوقت من كل عام، ومع ذلك، فإن النشوء شبه الاستوائي أو المداري للأعاصير ممكن في أي وقت من العام، كما يتضح من تشكل العاصفة الاستوائية ألبرتو التي هبت في 25 مايو (أيار) 2018، مما جعل ذلك العام هو العام الرابع على التوالي الذي تتطور فيه عاصفة قبل البداية الرسمية للموسم. وانتهى موسم أعاصير الأطلسي بتحول إعصار أوسكار إلى إعصار خارج مداري في 31 أكتوبر (تشرين الأول) 2018، أي قبل شهر تقريبًا من النهاية الرسمية للموسم.
وعلى الرغم من أن العديد من الأعاصير المدارية أثرت على الأرض، إلا أن القليل منها فقط خلف أضرارًا جسيمة. في منتصف سبتمبر (أيلول) 2018، تسبب إعصار فلورنس في إحداث فيضانات كارثية ضربت ولايتي كارولينا الشمالية وكارولينا الجنوبية في الولايات المتحدة الأمريكية حيث بلغ إجمالي الأضرار التي أحدثتها الفيضانات حوالي 24 مليار دولار أمريكي. كما أودت العاصفة بحياة 54 شخصًا. وبعد حوالي شهر، خلف إعصار مايكل، والذي يُعدّ أول إعصار استوائي من الفئة الخامسة يضرب الولايات المتحدة الأمريكية منذ إعصار أندرو الذي ضرب الولايات المتحدة الأمريكية في عام 1992، أضرارًا جسيمة في ولايات فلوريدا وجورجيا وألاباما، فقد تسبب إعصار مايكل في أضرار قُدّرت بحوالي 25 مليار دولار أمريكي وخلف ما لا يقل عن 64 حالة وفاة. منذ أن وصل إعصار مايكل إلى الفئة الخامسة، أصبح عام 2018 هو الموسم الثالث على التوالي الذي يشهد إعصارًا واحدًا على الأقل من الفئة الخامسة. أدى إعصار ليزلي إلى إصدار الحكومة البرتغالية لأول تحذير من عاصفة استوائية في منطقة ماديرا في البرتغال، وقد تسبب إعصار ليزلي وبقاياه في انقطاع التيار الكهربائي عن مئات الآلاف من الأشخاص، واقتلاع ما لا يقل عن 1000 شجرة في البر الرئيسي البرتغالي، بينما تسببت الأمطار الغزيرة الناجمة عن بقايا الإعصار في وفاة 15 شخصًا في فرنسا. وخلّفت العاصفة أضرارًا قُدّرت بنحو 500 مليون دولار أمريكي، كما لقي 16 شخصًا حتفهم.
توقعت معظم مجموعات التنبؤ موسمًا أقل من المتوسط بسبب انخفاض درجات حرارة سطح البحر عن المعدل الطبيعي في المحيط الأطلسي الاستوائي، والتطور المتوقع لظاهرة النينيو، غير أن ظاهرة النينيو المتوقعة لم تتطور في الوقت المناسب لقمع نشاط الأعاصير، والتي تجاوز نشاطها معظم التوقعات.

## التوقعات الموسمية
تتوقع العديد من هيئات الأرصاد الجوية الوطنية والهيئات العلمية، قبل بداية الموسم وخلاله، عدد العواصف والأعاصير المُسمّاة والأعاصير الكبرى التي ستتشكل خلال موسم معين، أو عدد الأعاصير المدارية التي ستؤثر على بلد معين. تشمل هذه الهيئات اتحاد مخاطر العواصف المدارية التابع لكلية لندن الجامعية، والإدارة الوطنية للمحيطات والغلاف الجوي، وجامعة ولاية كولورادو. تتضمن التوقعات التغيرات الأسبوعية والشهرية في العوامل المهمة التي تساعد في تحديد عدد العواصف المدارية والأعاصير والأعاصير الكبرى خلال عام معين. كما تأخذ بعض هذه التوقعات في الاعتبار ما حدث في المواسم السابقة وظاهرة النينيا المستمرة التي تشكلت مؤخرًا في نوفمبر (تشرين الثاني) ٢٠١٧. كان الموسم من مواسم الأعاصير الأطلسية التي حدثت خلال الفترة ما بين عامي 1981 و2010 يحتوي في المتوسط على اثنتي عشرة عاصفة استوائية وستة أعاصير وثلاثة أعاصير كبرى، وتراوح مؤشر طاقة الإعصار المتراكمة ما بين 66 و103 وحدات. تُعد طاقة الإعصار المتراكمة بشكل عام، مقياسًا لقوة الإعصار مضروبة في طول المدة التي استمر فيها الإعصار؛ وبالتالي، فإن العواصف طويلة الأمد والأنظمة القوية بشكل خاص تؤدي إلى مستويات عالية من طاقة الإعصار المتراكمة. ويتم حساب المقياس عند التحذيرات الكاملة للأعاصير بقوة العواصف الاستوائية - العواصف التي تزيد سرعة الرياح فيها عن 39 ميلاً في الساعة (63 كم/ساعة).